# Tute Bianche
Le Tute Bianche sono state un movimento della sinistra extraparlamentare, attivo dal 1998 al 2001. In seguito alle giornate di mobilitazione contro il G8 di Genova, nel novembre 2001, le Tute bianche si sciolsero per dare vita, assieme ad altri soggetti politici e sociali, al movimento dei Disobbedienti.

## Storia

### Origini

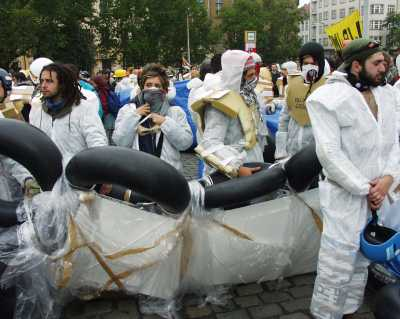
Manifestazione delle Tute Bianche

Le tute bianche (tipico indumento di lavoro) vengono utilizzate per la prima volta in Italia nel settembre del 1994, durante una cruenta manifestazione milanese dei centri sociali. In opposizione allo sgombero dello storico centro sociale Leoncavallo, i centri sociali di tutto il paese si riversano nel capoluogo meneghino, e molti di questi indossano questo indumento.

### Nascita del movimento
Soltanto negli anni successivi, a partire dal 1998, le Tute bianche diventano un movimento. Il movimento nasce a Roma, preceduto dalla stesura della Carta di Milano, documento in cui i centri sociali del Nord-est, tra i quali il C.S.O. Pedro di Padova e il C.S.O. Rivolta di Marghera (legati a Radio Sherwood ed eredi della vecchia Autonomia Operaia veneta) assieme al centro sociale Leoncavallo delineano un impianto politico propositivo che determina una rottura con le pratiche del passato, e guarda alle lotte dei disoccupati francesi. La scelta dell'indumento, la tuta bianca, è una scelta molto precisa: a differenza delle tute blu (la veste della classe operaia), le tute bianche sono considerate il simbolo di una forza lavoro giovanile prevalentemente precaria, priva di diritti e di garanzie, esclusa dal patto sociale fordista (contratto di lavoro a tempo indeterminato, ferie/malattia/gravidanza pagate, previdenza). Una forza lavoro mediamente qualificata, esito della scolarizzazione di massa successiva al '68. 

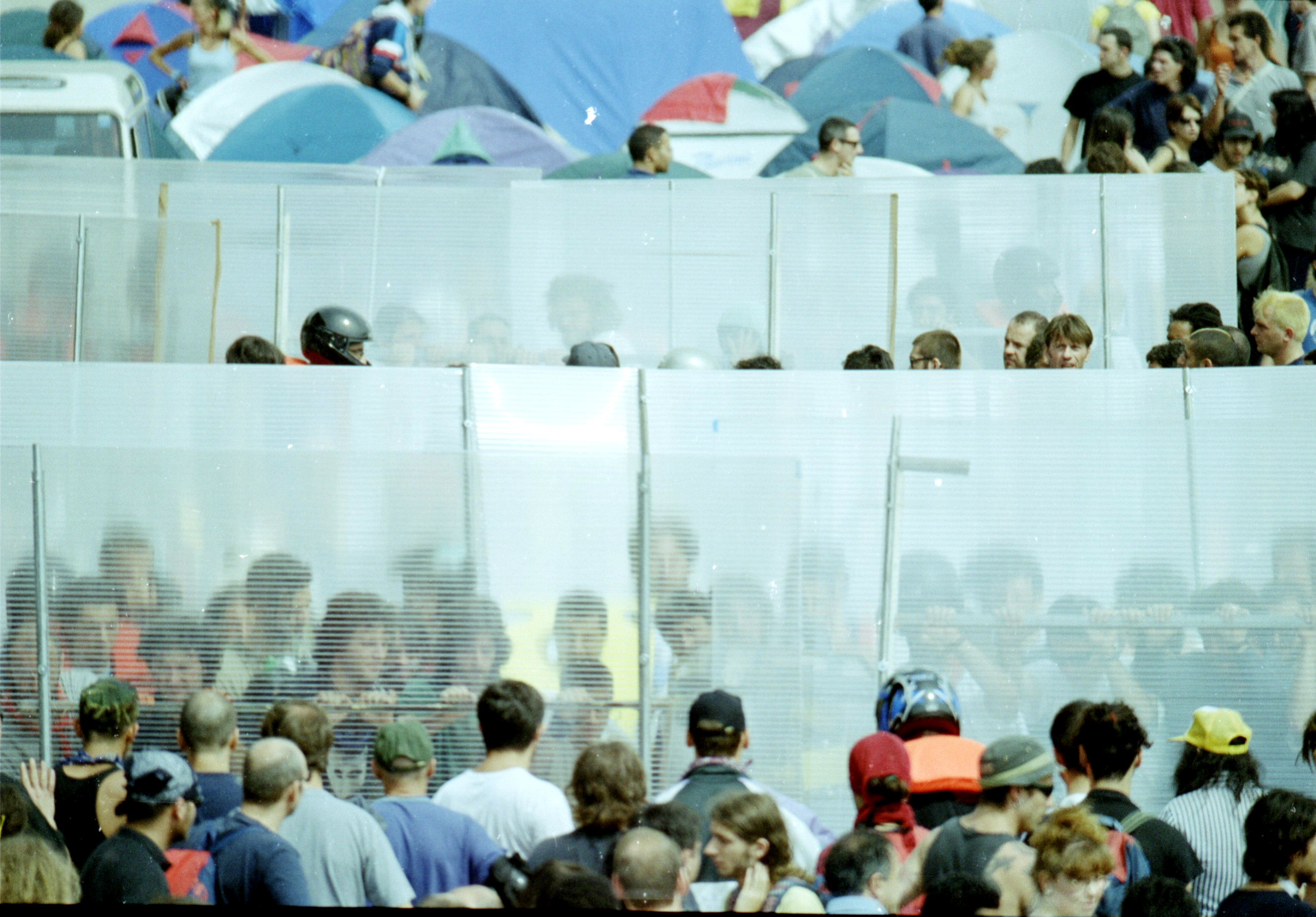
Corteo dei Disobbedienti con gli scudi di plastica in corso Europa, durante il G8 di Genova

### Attività e pensiero
I tratti sopracitati caratterizzano lo stile delle azioni delle Tute bianche, e anche il loro programma politico: blitz ad alto impatto comunicativo (occupazioni di sedi politico-economiche, autoriduzione di tariffe nei musei e nei cinema o sui mezzi di trasporto pubblici, irruzioni nelle dirette televisive) che impongono la visibilità di ciò che è "invisibile", il lavoro precario, appunto, e chiedono un reddito di cittadinanza sganciato dalla prestazione lavorativa e il diritto al sapere e alla mobilità. 
L'aspetto che più caratterizza l'area politica in cui si riconoscevano le tute bianche dal punto di vista ideologico è il pensiero di Toni Negri. Sul finire degli anni '90, questi ha sviluppato una teoria che vede nel neocapitalismo affermatosi dopo il crollo del Muro di Berlino una forma storica che definisce "Impero" (T. Negri, M. Hardt, Empire, Exils, Paris, 2001). L'Impero altro non è che la gestione politica tecnica e amministrativa della globalizzazione, ovvero della forma contemporanea del "modo di produzione" del capitale. La globalizzazione, per Negri e Tute bianche, non è negativa in sé; le biotecnologie, Internet, ecc. sono fenomeni positivi, gli strumenti della prossima liberazione dell'umanità che avverrà non appena cambierà la gestione del potere, ora nelle mani sbagliate. È in questa prospettiva che s'inscriveva la strategia delle tute bianche: oggi trattare per conquistare posizioni e spostare i rapporti di forza verso la gestione politica più auspicabile, domani impadronirsi del potere in maniera rivoluzionaria. Inoltre, fonte di ispirazione di parte del lessico e delle azioni di questo movimento è stata la rivoluzione zapatista del 1994.
I Wu Ming, noto collettivo di scrittori, che hanno avuto un ruolo di primo piano nell'anticipare alcuni tratti che avrebbero caratterizzato questo movimento, scrivono: «Le "tute bianche" non erano né una "avanguardia" del movimento né una "corrente" o una "frangia" di esso. La tuta bianca nacque come riferimento ironico agli spettri del conflitto urbano, poi divenne uno strumento, un simbolo e un'identità aperta a disposizione del movimento. Chiunque poteva indossare una tuta bianca finché rispettava un certo stile. Una frase tipica era: "Indossiamo la tuta bianca perché altri la indossino. Indossiamo la tuta bianca per potercela un giorno togliere", il che significa: "Non dovete arruolarvi in nessun esercito, la tuta bianca non è la nostra 'divisa', il dito indica la luna, e quando le moltitudini guarderanno la luna il dito svanirà. Il nostro discorso è concreto, facciamo proposte pratiche: più persone le accetteranno e metteranno in pratica, meno importanti diventeremo noi"».
Nel 1998, si susseguono circa 40 blitz di tipo comunicativo tipo in varie città italiane, che avranno il loro culmine alla fine dell’anno con la proclamazione della «Prima giornata nazionale degli invisibili», nel corso della quale decine di città italiane saranno attraversate da incursioni e occupazioni temporanee di edifici pubblici, treni e autobus.
Le Tute bianche stabiliscono un nesso inscindibile tra pratiche di lotta e pratiche della comunicazione. Queste infatti pensano che i media main stream siano un campo di battaglia e che il conflitto anche radicale debba definire una tensione positiva con il consenso (il cosiddetto dualismo del conflitto/consenso). A partire dal 1999 le tute bianche cominciano ad essere usate sempre più spesso nelle manifestazioni di piazza. Accompagnate talvolta dall'uso di caschi e scudi, le tute bianche divengono il simbolo di un movimento più ampio, che coinvolge larga parte dei centri sociali italiani. Un movimento che interpreta in forme nuove le pratiche della disobbedienza civile. Gli obiettivi si allargano ad altri "non luoghi" considerati invisibili, come i centri di detenzione per migranti (all'epoca Cpt) o le fabbriche di armi.
Con la rivolta di Seattle (30 novembre del 1999) e l'emergere del movimento no global si assiste a una nuova mutazione: le pratiche di piazza vedono un'ulteriore evoluzione, caratterizzata dalle cosiddette "azioni dirette con protezioni", l'uso di formazioni a "testuggine", tramite le quali i manifestanti cercano di sfondare i cordoni della polizia agendo in una "zona grigia" di legalità/illegalità (l'assenza di oggetti atti ad offendere contemporaneamente ad un annunciato tentativo di forzatura e violazione di un divieto), violenza/non violenza. La pratica della disobbedienza civile, cosi declinata in maniera originale, e la violazione della zona rossa hanno come obiettivo i grandi summit dei poteri transnazionali: dall'Ocse alla Banca mondiale, dal Fondo monetario internazionale al G8. Poteri che vengono ritenuti illegittimi, autoritari e anti-democratici. Le grandi istituzioni finanziarie, secondo gli attivisti, impongono agli stati-nazione politiche economiche che comprimono il welfare e i diritti, e alle imprese "cure dimagranti" (downsizing) e compressione dei salari.
Fra le occasioni più note in cui le Tute bianche hanno fatto uso delle loro pratiche di piazza, si possono ricordare il corteo contro l'apertura del CPT a Milano (2000), le mobilitazioni contro gli OGM a Genova (2000), il corteo contro l'OCSE a Bologna (2000) e le proteste contro il FMI a Praga del 2000.
Il 26 maggio 2001, in occasione di una conferenza stampa, Luca Casarini, portavoce delle Tute Bianche, lesse una simbolica  "dichiarazione di guerra" ai potenti del mondo che si sarebbero riuniti a Genova per il G8.
In seguito alla collaborazione delle Tute Bianche al Genoa Social Forum in occasione del G8 di Genova, nel novembre 2001 venne fondato il Laboratorio della Disobbedienza Sociale. Oltre alle Tute Bianche, il movimento dei Disobbedienti comprende diversi centri sociali, la Rete del Sud Ribelle di Napoli, la Rete Rage di Roma e molti militanti dei Giovani Comunisti.